# Dahaneh-ye Chahal
Dahaneh-ye Chahal (persiska: Qāsemābād, دهنه چهل) är en ort i Iran.   Den ligger i provinsen Khorasan, i den nordöstra delen av landet, 800 km öster om huvudstaden Teheran. Dahaneh-ye Chahal ligger 956 meter över havet och antalet invånare är 191.
Terrängen runt Dahaneh-ye Chahal är huvudsakligen platt, men västerut är den kuperad. Terrängen runt Dahaneh-ye Chahal sluttar norrut. Runt Dahaneh-ye Chahal är det ganska tätbefolkat, med 185 invånare per kvadratkilometer. Närmaste större samhälle är Kalāteh Menār, 2,2 km sydost om Dahaneh-ye Chahal. Omgivningarna runt Dahaneh-ye Chahal är i huvudsak ett öppet busklandskap.